# Mobilesuit Gundam: CG Visual Collection
Mobilesuit Gundam: CG Visual Collection est un jeu vidéo de stratégie développé et édité par Bandai en 1997 sur PC (Windows 95) et Power Macintosh. C'est une adaptation en jeu vidéo de la série basée sur l'anime Mobile Suit Gundam.